# Club Atlético Sarmiento de Humboldt
El Club Atlético Sarmiento de Humboldt es una Entidad deportiva de la localidad de Humboldt, Santa Fe. Su Fundación se realizó el 11 de septiembre de 1909. En sus instalaciones se desempeñan múltiples disciplinas como Hockey sobre césped, Básquet, Patín, Tenis,Futbol femenino, Bochas y Gimasia Artística pero su disciplina más destacada es el fútbol masculino. Actualmente Milita en la liga Esperancina de futbol, categoría del futbol argentino para equipos amateur de la zona de Esperanza. Fue campeón en seis ocasiones (1965, 1966, 1983, 1998, 2014, 2015) y subcampeón en 7 ocasiones (1947, 1948, 1952, 1996, 2003, 2009, 2012). Es el sexto equipo con más títulos de liga, empatado con San Lorenzo.
Con Juventud Unida disputa el clásico humbolense, en el cual domina en el historial de enfrentamientos 55 a 31.

## Historia

### Fundación
Fue fundado el 11 de septiembre de 1909, como una de las primeras instituciones deportivas del departamento Las Colonias por jóvenes como Pedro Hofer, José Welschen, Mauricio Peltier, José Humeler, Gustavo Zehnder, Germán Humeler, Enrique Seppey, Eduardo Bugdahl, Alberto Ramírez, Manuel Humeler y Roberto Bigatelli.

### El futbol y obras importantes
Estos Jóvenes serían los encargados de llevar la novedad del fútbol al pueblo, lo que desembocaría en que, en 1913, comenzara a organizar partidos con los primeros equipos de las localidades de Esperanza, Felicia, Pilar y San Jerónimo norte. 
En 1922 se conquista la primera copa de la historia del club Sarmiento, disputada en la localidad vecina de Pilar.

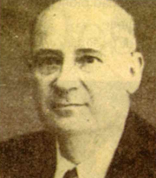
Gustavo Zehnder, uno de los fundadores de Sarmiento

En 1926 la entidad se fusiona con el club de tenis, dando paso a la conformación de una comisión directiva provisoria presidida por Guillermo Galli, acompañado por Mateo Cassani (Secretario), Teodoro Humeler (Tesorero), Bautista y Bartolo Salvetti, Armando Palmero, Gildo Tilatti y Juan Oggioni (Vocales). Ante la Comisión escolar de Humboldt, se gestionaría más tarde una fracción de terreno donde se instalaría el campo de deportes. En estos terrenos el Club construiría sus propias canchas de futbol y tenis. En 1942 se construyó una pista de Baile.
Todas estas obras generaron un aumento en socios y produjo la creación de nuevas subcomisiones como las de Fiesta, Damas, Tenis, Coro, Atletismo, Prensa y Propaganda.
En 1945 se obtiene la personería jurídica y en 1946 se logra adquirir el terreno como propio. En 1949 se inauguran las obras proyectadas: Escenario, Vestuarios, Sanitarios y Túnel.
En 1986 se comenzó la construcción de la tribuna, que sería terminada en 1987. Cabe destacar que el trabajo fue llevado a cabo con materiales comprados con apoyo de particulares y de empresas de la localidad.
En los años siguientes se concretaron importantes y diferentes obras, algunas fueron:
1989: se inaugura la asociación mutual del club atlético Sarmiento.
1991: se cerca la parte oeste y norte.
1998: se colocan nuevas torres de luces, más altas y con más poder lumínico.
2005: se refaccionan los baños, la cancha de futbol principal y se cerca el lado sur.
2007: se remodela el frente y una parte del interior del polideportivo
2009: se realizan los baños en el sector visitante  y se comienzan las obras para el gimnasio techado
2021: Se inauguran los nuevos palcos y vestuarios

## Palmarés
El Club obtuvo su primera copa, por un campeonato amistoso, en 1922. La final fue disputada en Pilar contra el Atlético, siendo el resultado final 1 a 0 con un gol de Alejo Lacour. 
Los primeros títulos oficiales de Sarmiento se conquistaron en los años 1943, 1944 y 1946, cuando el club disputaba el torneo amistad contra otros equipos de la zona.
Sarmiento tendría múltiples participaciones destacadas en la liga Esperancina de futbol, siendo las primeras los subcampeonatos de 1947,1948 y 1952
Luego de perder tres finales, obtendría su primer campeonato de liga en 1965, el mismo año donde se dividieron los equipos en zona norte y zona sur por lo que habría 2 campeones, uno por zona, que definirían en una final.
Compartió grupo con Domingo Faustino Sarmiento, Deportivo Grutly, Defensores del oeste, Atlético Cavour, Atlético Pilar, Unión de Santa María y Juventud unida.
El torneo consistía en jugar todos contra todos y Sarmiento se consagró campeón de zona en la última fecha luego de vencer a su eterno rival, Juventud Unida por 4 a 1 (2 goles de Walker, 1 de Copponi y 1 de Weidmann) Luego ganaría la final contra Libertad.

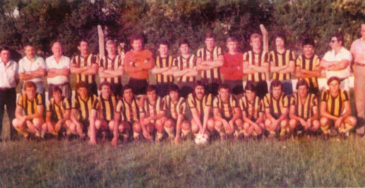
Plantel Campeón de la liga esperancina 1983

En 1966 el aurinegro volvió a levantar la copa. Sarmiento, luego de obtener el campeonato de zona, ganó el triangular con los mejores equipos de las otras zonas (sur y centro).Ganaría la final contra Juventud.
En 1983 Sarmiento se consagraría campeón en una final especial, ya que fue contra su clásico rival, Juventud Unida. Ganó por 3 tantos contra 1 con goles de Algozino, Favre y Villarino.

En la temporada del año 1996  no logró el título pero se consagró subcampeón en una final contra Libertad de San Jerónimo Norte.

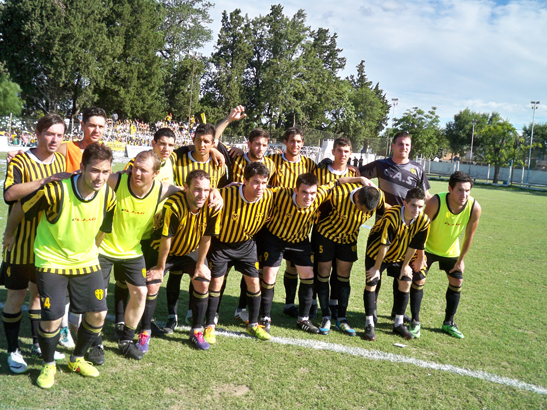
Campeón 2014

Luego de 15 años, el club levantó la copa en 1998, pudo vencer 1 a 0 a libertad en una final disputada en la cancha de Bartolomé Mitre con gol de Silvio Maine.
Sarmiento volvió a tener la oportunidad de consagrarse campeón en 1998. En este torneo, no pudo ganar el partido final contra Atlético Franck, pero igualmente logró el subcampeonato.
El aurinegro volvería a perder la final en el año 2003, contra Atlético de Franck, Tristeza que se repetiría en el año 2012 contra el mismo equipo.
Luego, de unos largos 16 años y varias oportunidades perdidas, Sarmiento saldría bicampeón en los años 2014 y 2015, en finales contra San Lorenzo y Santa Clara.

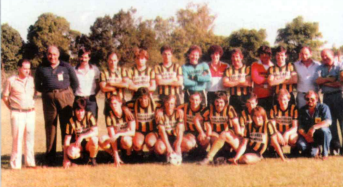
Plantel que disputó el torneo regional 1984

#### Torneo regional 1984-1985
Debido al campeonato de 1983, Sarmiento clasificaría a este torneo. Fue la primera vez que disputó un torneo nacional aunque no pudo clasificar de la fase de grupos, quedando en tercer lugar.

#### Copa Santa Fe 2016[15][16]
Por ganar el campeonato 2015, el aurinegro quedaría clasificado a la primera edición de este torneo, quedando eliminado en octavos de final contra Atlético Rafaela.